# Nancy Drew: Danger by Design
Danger by Design es la decimocuarta entrega de la serie de juegos de aventuras point-and-click Nancy Drew de Her Interactive . El juego está disponible para jugar en plataformas Microsoft Windows. Tiene una clasificación ESRB de E por momentos de violencia leve y peligro. Los jugadores asumen la perspectiva en primera persona de la detective amateur ficticia Nancy Drew y deben resolver el misterio interrogando a los sospechosos, resolviendo acertijos y descubriendo pistas. Hay dos niveles de juego, el modo detective junior y el modo detective senior, cada uno ofrece un nivel de dificultad diferente de acertijos y pistas; sin embargo, ninguno de estos cambios afecta la trama del juego. El juego está basado vagamente en el libro Death by Design (1988).

## Trama
Nancy Drew viaja a París para trabajar de forma encubierta como asistente de Minette, una prometedora diseñadora de moda de alta costura. Minette no ha sido ella misma últimamente. Nunca se la ve sin mascarilla y a menudo hace berrinches y despide irracionalmente a sus empleados. No está cumpliendo el plazo previsto y sus patrocinadores financieros están preocupados por su capacidad para completar su trabajo.

## Desarrollo

### Personajes
- Nancy Drew - Nancy es una detective aficionada de 18 años de la ciudad ficticia de River Heights en Estados Unidos. Ella es el único personaje jugable en el juego, lo que significa que el jugador debe resolver el misterio desde su perspectiva.
- Minette - Minette se puso una máscara al final de su desfile de otoño y no se la ha quitado desde entonces. Últimamente, a medida que se acercan sus plazos, ha estado actuando de manera extraña, haciendo berrinches y despidiendo a sus empleados. Minette es socialmente inepta, nerviosa y temperamental, pero, sobre todo, tiene talento. Recientemente, Minette ha estado recibiendo notas amenazantes de un escritor anónimo.
- Heather McKay - Heather es la amigable asistente de Minette, y ha durado mucho más que cualquiera de los asistentes antes que ella. Ella sueña con triunfar en el mundo de la moda, pero se queda en Minette con la esperanza de ganar contactos y experiencia. Heather está profundamente enamorada de Dieter, pero él no comparte sus sentimientos.
- Dieter von Schwesterkrank - Dieter es un joven fotógrafo emprendedor, arrogante y ambicioso. Una vez salió con Minette, pero ella rompió la relación, dejándolo desconsolado y humillado. Dieter tiende a mantener sus ideas reservadas y no le gusta casi nadie más en la industria de la moda. Busca obsesivamente el tesoro perdido hace mucho tiempo de su tío abuelo.
- Jing Jing Ling - Jing Jing, más conocida como JJ, es la modelo de prueba de Minette. Minette exige que su talla sea 12, por lo que come constantemente galletas con chispas de chocolate. Aunque es una persona sensata, alegre y extrovertida, JJ está amargada después de que la engañaran para firmar su contrato actual con Minette, lo que la obligó a quedarse en París mucho más tiempo del que había previsto originalmente.
- Jean Michel Traquenard - Jean Mi es columnista de la revista GlamGlam y una voz crítica cuando se trata de moda. La mayoría de la gente tiene miedo de que escriba algo malo sobre ellos, por lo que se inclinan y se burlan en su presencia. En lo que respecta a Jean Mi, todo lo que quiera lo conseguirá. Es bien conocido por ser vanidoso.

### Elenco
- Nancy Drew - Lani Minella
- Jing Jing Ling - Amy Broomhall
- Heather McKay / Monique - Megan Hill
- Minette / Malika - Shawnmarie Yates
- Jean-Michel Traquenard - Guy Nelson
- Dieter von Schwesterkrank / Zu / Ernst Schmeck - Stephen Hando
- Lynn Manrique - Dana Cali
- Hugo Butterly / Monsieur Marchand / Gunther Schmeck - Tim Moore
- Prudence Rutherford por Simone Choule
- Bess Marvin - Alisa Murray
- George Fayne - Patty Pomplun
- Frank Hardy - Jonah Von Spreekin
- Joe Hardy - Rob Jones
- Camarero / Policía - Mathias Jangla[3]

## Recepción
Charles Herold del New York Times escribió: «El juego en sí es decente en general, aunque no es el mejor de la serie, pero el final es anticlimático».